# Everybody in the Place
Everybody in the Place è un singolo del gruppo musicale britannico The Prodigy, pubblicato nel dicembre 1991 come secondo estratto dal primo album in studio Experience.

## Pubblicazione
Il CD singolo originale conteneva cinque tracce, una traccia in più di quelle consentite dalle regole inglese, così fu rimossa la traccia Rip Up the Sound System. Il brano è stato comunque inserito nella versione 33 giri.

## Video musicale
Nel video vi è la partecipazione del gruppo con le immagini del loro primo tour negli Stati Uniti d'America, lungo le strade di New York. Il brano termina con un campionamento del brano Riders on the Storm dei The Doors.

## Tracce
CD singolo (Germania, Regno Unito – 1ª versione), 12" (Italia)
1. Everybody in the Place (Fairground Edit) – 3:51
2. G-Force (Energy Flow) – 5:18
3. Crazy Man – 4:01
4. Rip Up the Sound System – 4:04
5. Everybody in the Place (Fairground Remix) – 5:08

CD singolo (Australia, Paesi Bassi, Regno Unito – 2ª versione)
1. Everybody in the Place (Fairground Edit) – 3:51
2. G-Force (Energy Flow) – 5:18
3. Crazy Man – 4:01
4. Everybody in the Place (Fairground Remix) – 5:08

7" (Paesi Bassi, Regno Unito), MC (Australia, Regno Unito)
- Lato A

1. Everybody in the Place (Fairground Edit) – 3:51

- Lato B

1. G-Force (Energy Flow) – 5:18

12" (Germania, Paesi Bassi, Regno Unito)
- Lato A

1. Everybody in the Place (Fairground Remix) – 5:08
2. Crazy Man – 4:01

- Lato B

1. G-Force (Energy Flow) – 5:18
2. Rip Up the Sound System – 4:04